# 旧尾見家住宅
旧尾見家住宅（きゅうおみけじゅうたく）は、茨城県筑西市村田地内にある歴史的建造物。3棟が登録有形文化財となっている（平成28年11月29日登録）。

## 構成
旧尾見家住宅主屋
嘉永元年（1848年）に建てられた、木造平屋、寄棟造り桟瓦葺の建物。桁行31m、梁間23mのL字型で、正面には入母屋造の式台玄関を設けている。登録番号第08-0294号
旧尾見家住宅神輿蔵
昭和前期に建てられた、木造平屋、入母屋の桟瓦葺の建物。尾見家所有の神輿を収めた建物。登録番号第08-0295号
旧尾見家住宅薬医門
明治中期に建てられた、木造平屋、茅葺の建物。登録番号第08-0296号

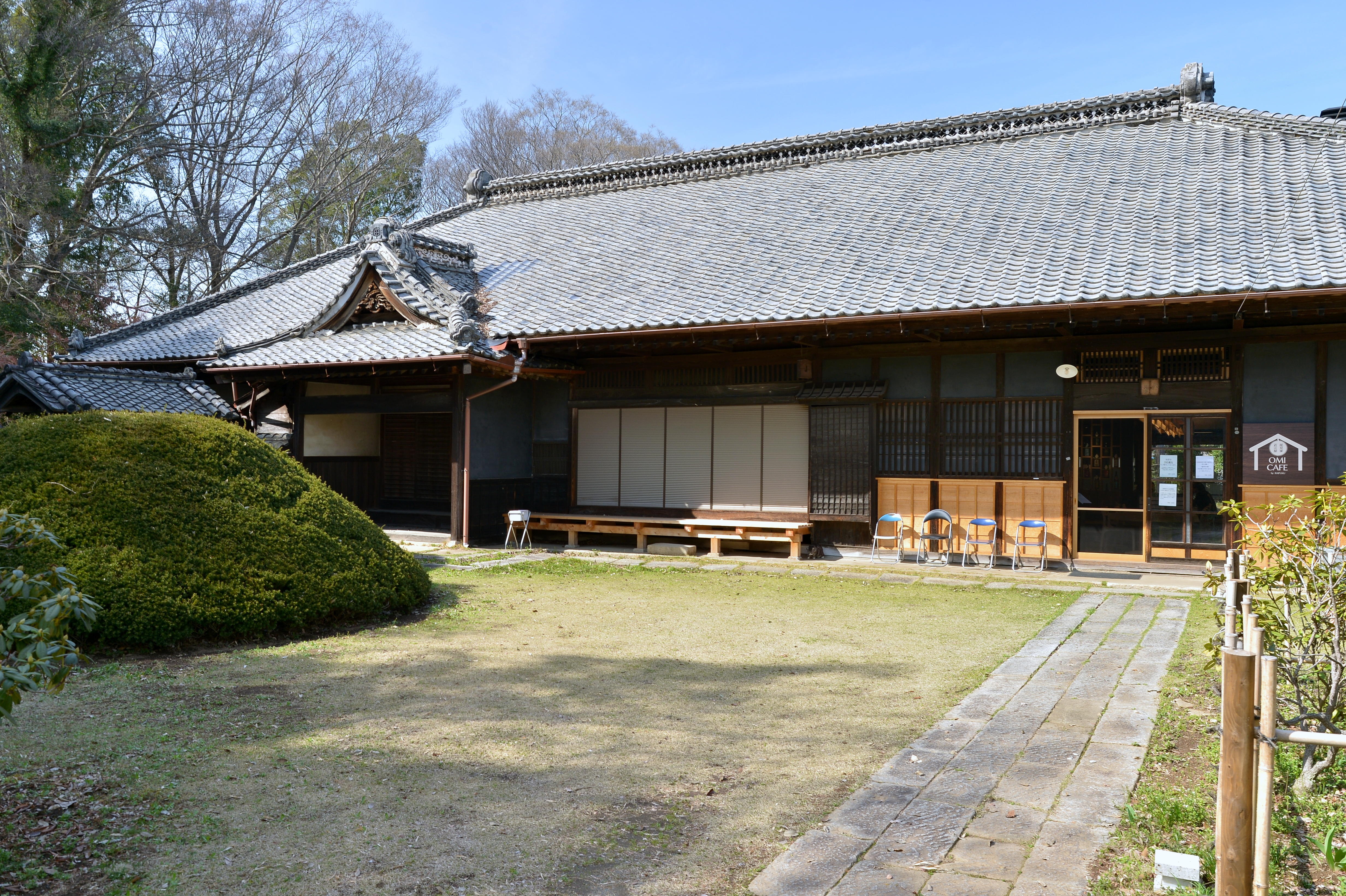
主屋
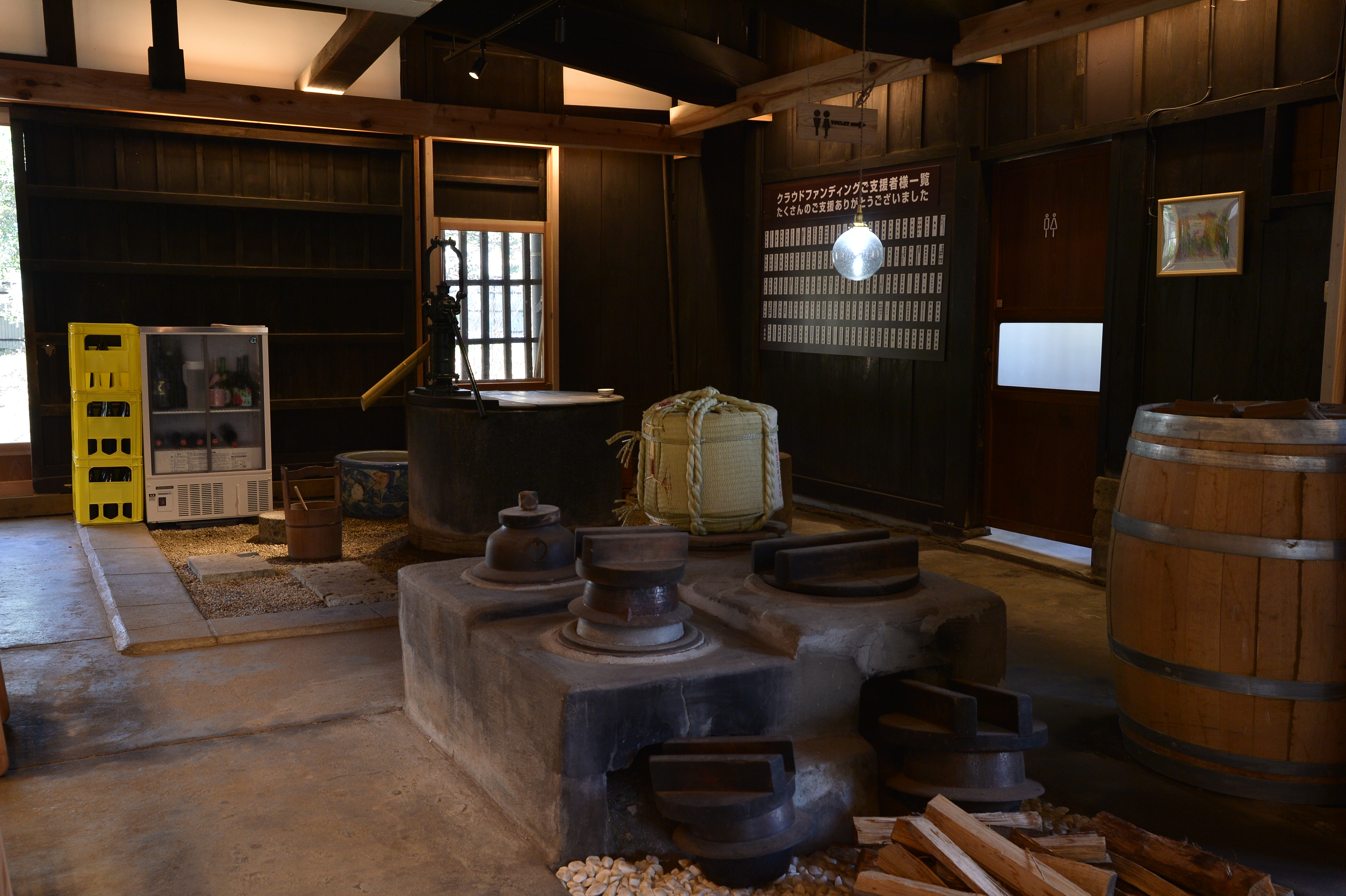
主屋の土間
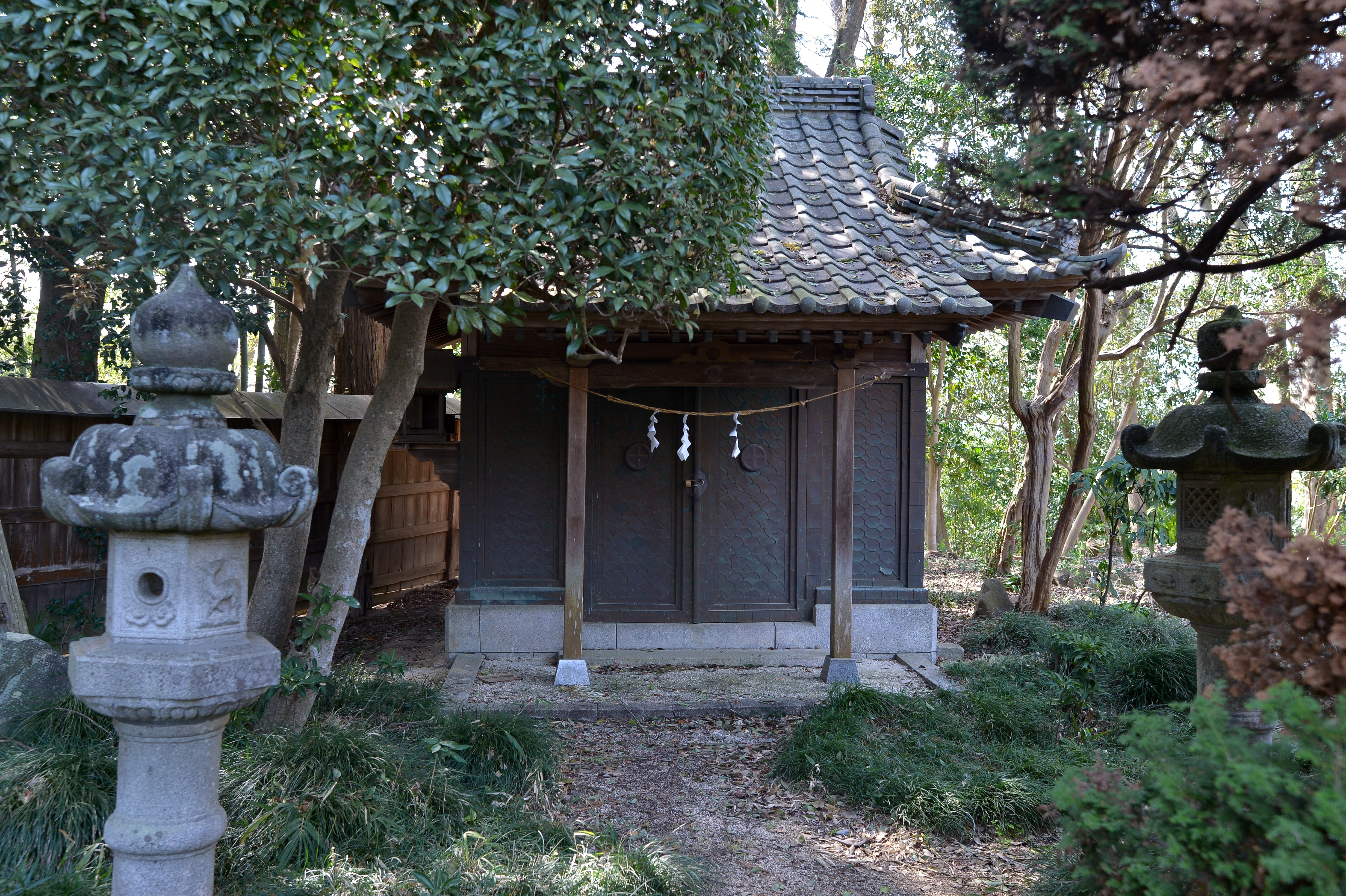
神輿蔵
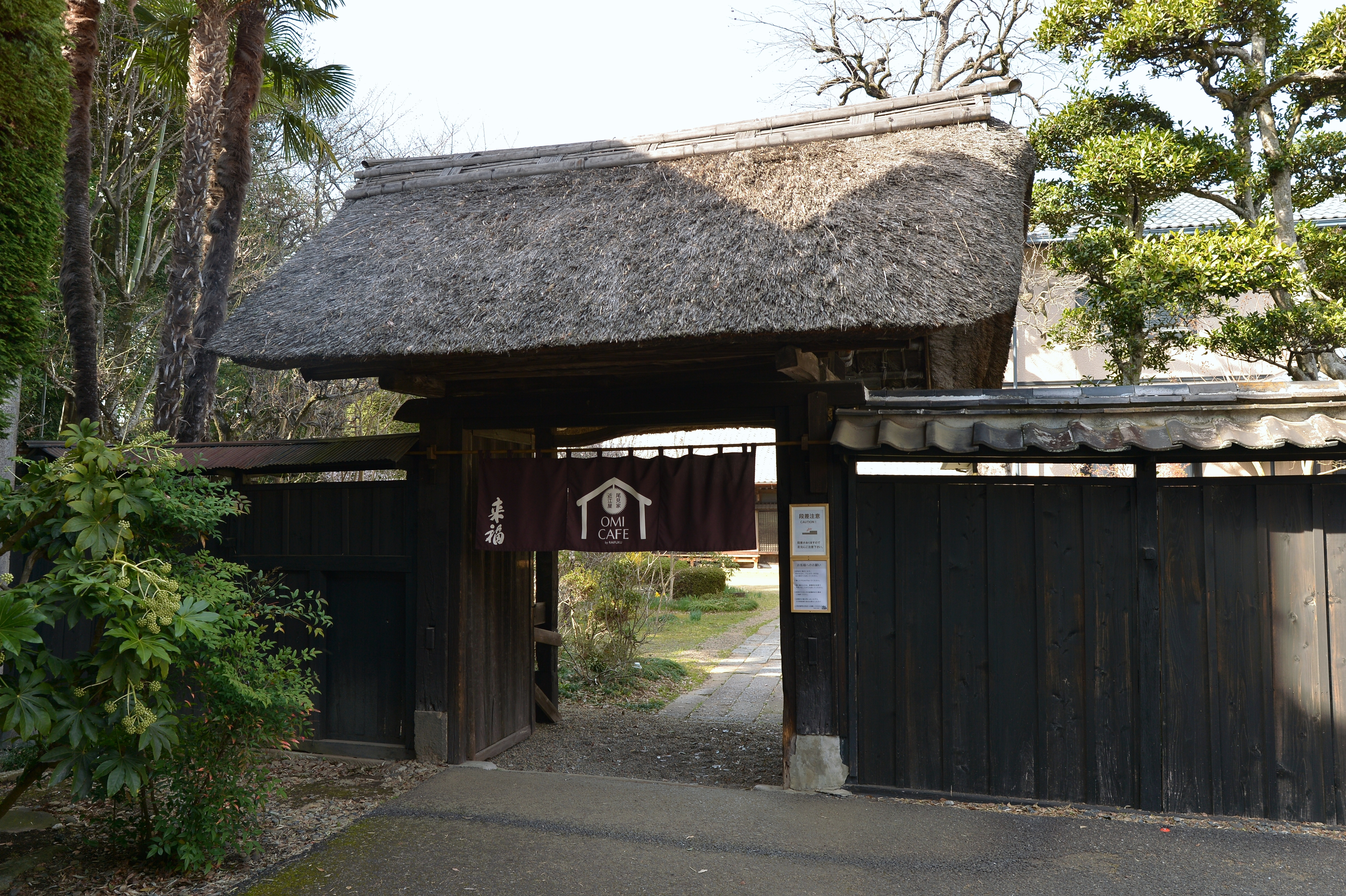
薬医門

## 歴史
2016年11月29日に登録有形文化財に登録された。
建物を管理する後継者がいない状況だったが、隣接して1716年に尾見家から土地を分けてもらい酒造りを始めた来福酒造があり、2023年6月24日に同社が旧尾見家住宅主屋をカフェに活用した「OMI CAFE」がオープンした。